# Cecidomyia palustris
Cecidomyia palustris är en tvåvingeart som först beskrevs av Carl von Linné 1758.  Cecidomyia palustris ingår i släktet Cecidomyia och familjen gallmyggor. Inga underarter finns listade i Catalogue of Life.